# Alexandr Chvylja
Alexandr Chvylja (rusky Александр Леопольдович Хвыля, ukrajinsky Олександр Леопольдович Хвиля, vlastním jménem Alexander Bressem, 15. července 1905, Oleksandro-Šultine — 17. října 1976, Moskva) byl sovětský herec švédského původu.
Narodil se v rodině švédských přistěhovalců ve vesnici Oleksandro-Šultine nedaleko Doněcka. V roce 1922 absolvoval hereckou školu a působil v divadle v Charkově, když ho Olexandr Dovženko obsadil do svých filmů Ivan a Ščors. Od roku 1946 se věnoval pouze filmovému herectví. Proslul jako představitel Dědy Mráze ve filmu Mrazík (1964, režie Alexandr Rou) i na tradičních novoročních oslavách v Kremlu.
V roce 1950 dostal Stalinovu cenu, v roce 1963 byl jmenován Národním umělcem RSFSR. Byl členem KSSS od roku 1955.

## Filmografie
- 1932 Ivan
- 1938 Karmeljuk
- 1939 Ščors
- 1941 Bohdan Chmelnický
- 1942 Jak se kalila ocel
- 1946 Patnáctiletý kapitán
- 1949 Kubáňští kozáci
- 1953 Májová noc
- 1961 Nachové plachty
- 1964 Mrazík
- 1967 Oheň, voda a lstivé úskoky
- 1968 Briliantová ruka